# شهرداری آباشا

شهرداری آباشا

شهرداری آباشا ( گرجی: აბაშის მუნიციპალიტეტი) (۴۲°۱۲′ شمالی ۴۲°۱۳′ شرقی / ۴۲٫۲۰۰°شمالی ۴۲٫۲۱۷°شرقی) یکی از شهرداری‌های گرجستان در استان سامگرلو-زمو سوانتی است. مرکز اداری آن آباشا است.
جمعیت: ۲۲۳۴۱ (سرشماری ۲۰۱۴))
مساحت: ۳۲۳ کیلومتر مربع